# Guardian (Band)
Guardian ist eine christliche Hard-Rock-Band, die in den 1980er Jahren in den USA gegründet wurde. Seitdem hat die vierköpfige Gruppe 6 Studio-Alben, 3 spanische Alben sowie zahlreiche andere CDs – viele davon unter ihrem eigenen Label G-Man Records – herausgebracht. Die Band konnte fast eine halbe Million Platten in den USA verkaufen. 1999 wurde die Auflösung der Band bekanntgegeben. Die Bandmitglieder wollten sich eigenen Projekten widmen. Jedoch haben sie für besondere Anlässe hin und wieder gemeinsam die Bühne betreten. Schließlich wurde 2004 das Comeback bekanntgegeben. Es dauerte aber noch bis Juli 2014, bis ein neues Studioalbum veröffentlicht wurde.

## Bandgeschichte

### Vorgeschichte: Von Fusion bis Guardian
Die Geschichte der Band begann 1982 mit der Formierung der Band „Fusion“, gegründet von Bassist David Bach, Sänger Paul Cawley, Gitarrist Gene Thurston und Schlagzeuger Steve Martinez. Gitarrist und Schlagzeuger wurden jedoch bald durch James Isham (Gitarre) und Rikk Hart (Schlagzeug) ersetzt. Die Band spielte melodischen Metal. 1984 erschien ihre erste EP Rock In Victory. Kurze Zeit später wurde Gitarrist James Isham durch David Caro ersetzt.
1985 konnte die Band einen Plattenvertrag bei Enigma Records ergattern. Da es zu dieser Zeit bereits eine Band mit dem Namen Fusion gab, benannte sich die Band um in „Gardian“ (ohne „u“). Ihre nächste EP Voyager erschien 1987. Ein Jahr später verließ Gitarrist David Caro die Band.
Dieser wurde 1989 durch Tony Palacios ersetzt. Die Band fügte ihrem Namen das „u“ hinzu und hieß also von nun an „Guardian“. In diesem Jahr erschien dann auch das erste Album First Watch, produziert von Oz Fox, dem Gitarristen von „Stryper“. Die futuristischen Elemente in ihrem Stil wurden reduziert. Es folgte eine sehr intensive Tour durch die Vereinigten Staaten und Japan. Nach dem Ende Tour 1990 verließen Sänger Paul Cawley und Schlagzeuger Rikk Hart die Band, weil sie nicht mit den Tourstrapazen klarkamen.
Die beiden EPs Rock In Victory und Voyager sowie weitere Demos, die zwischen 1982 und 1988 entstanden sind, sind auf der 2001 erschienenen CD Voyager & Fusion zu hören.

### Die neue Besetzung
David Bach und Tony Palacios verließen die Plattenfirma Enigma Records, welche nicht mehr lange existierte. Sänger Jamie Rowe – vorher Sänger bei Tempest – und Schlagzeuger Karl Ney traten der Band bei. Für das neue Album Fire And Love, welches Ende 1990 bei Pakaderm Records, einem Tochterlabel von Word Records, und dem säkularen Label Epic Records erschien, konnte die Band das Geschwisterduo John & Dino Elefante als Produzenten gewinnen. Entstanden ist ein melodisches Pop-Metal-Album mit leichten Blues-Einflüssen. Die Reaktionen auf das Album waren überwältigend. Der Video-Clip zu Power Of Love war ein voller Erfolg und wurde bei MTV immer wieder gespielt. Außerdem durfte die Schlusshymne des Albums Never Say Goodbye bei keinem Konzert fehlen.
1993 erschien das Nachfolgewerk Miracle Mile, welches bis heute das meistverkaufte Album von „Guardian“ ist. Der Sound dieses Albums ist noch kommerzieller geworden und erinnert teilweise etwas an „Guns N’ Roses“. Das Markenzeichen der Band war aber nach wie vor Jamies kraftvolle, raue Stimme. Das Album eroberte schnell die christlichen Charts und erreichte die CCM Top Five. Das Video zum Song Shoeshine Johnny erschien auch bald bei MTV.
Nach einem Wechsel von Pakaderm zu Myrrh Records, einem weiteren Tochterlabel von Word Records entstand 1994 das experimentelle Akustik-Album Swing Swang Swung, eine Mischung aus Blues, Rock und Worship. Völlig unerwartet wurde das Album fast genau so erfolgreich wie Miracle Mile. Aufgrund der wachsenden Zuhörerschaft im Spanisch sprechenden Raum Amerikas wurde Anfang nächsten Jahres die erste spanische CD Nunca Te Diré Adiós, auf der zehn Balladen der Band auf Spanisch zu hören sind, veröffentlicht.

### Der Stilwechsel
Mit der Verpflichtung von Produzent Steve Taylor kam es 1995 bei Guardian zu einem Stilwechsel. Das in diesem Jahr entstandene Album Buzz, eine Mischung aus Grunge und modernem Rock, konnte viele neue Fans und eine Menge positive Kritik ernten. Jedoch verlor die Band auch einige Fans, die den Stilwechsel zu modernen Trends aufs Schärfste verurteilten und lieber ein weiteres Metalwerk von „Guardian“ gehört hätten.
1997 erschien Bottle Rocket, ein modernes Rock-Album mit wenig Grunge-Einflüssen. Die CD konnte nicht an die vergangenen Erfolge anknüpfen. Im gleichen Jahr kam die zweite spanische CD von Guardian raus: Promesa enthält zehn Songs der Band auf Spanisch.
1998 kam dann mit The Yellow and Black Attack Is Back! noch einmal eine EP heraus, die sehr positiv von den Fans der alten Tage aufgenommen wurde. Auf dieser EP spielte „Guardian“ alle Songs des 1984 erschienenen Debütwerks von „Stryper“ – The Yellow and Black Attack – neu ein, und das ganz im typischen 80er Glam-Metal-Stil. Es wurde also wenig an den Originalen verändert. Die CD wurde selbstständig aufgenommen und vermarktet und die Auflage war stark limitiert.

### Die Auflösung
1999 wurde schließlich die Auflösung von „Guardian“ bekanntgegeben. Die Bandmitglieder wollten sich eigenen Projekten widmen. Daraufhin veröffentlichte „Guardians“ Plattenfirma Smashes: The Best Of Guardian (1993–1997). Da die CD hauptsächlich Songs von Buzz und Bottle Rocket enthält, brachte „Guardian“ kurze Zeit später eine eigene Zusammenstellung ihrer Hits heraus: Sunday Best enthält Songs von Fire And Love bis Swing Swang Swung, die nicht auf Smashes zu hören sind, ist also eine Art Ergänzung zu Smashes. Ein Konzert ihrer Abschiedstour ist auf Guardian Live! zu hören. Jamie Rowe widmete sich von nun an seiner Solo-Karriere, arbeitete aber auch als Sänger von „AdrianGale“ und „London Calling“. David Bach fand Arbeit als A&R-Mann bei ForeFront Records. Tony Palacios begann seine Arbeit als Studiomusiker und hat viele Platten für viele Musiker und Bands abgemischt. Karl Ney kümmerte sich von nun an um geschäftliche Angelegenheiten für Bands wie die „Newsboys“ und andere.

### Das Comeback
Es wurde zunächst nie wirklich still um „Guardian“. 2001 traten sie beim Cornerstone Festival auf. Zu Beginn des nächsten Jahres brachten sie ihr drittes spanisches Album mit zehn neuen Songs raus, von denen der letzte auf Englisch ist. Diese CD wurde jedoch ohne Beteiligung von David Bach aufgenommen. Es folgten einige Auftritte in Süd- und Mittelamerika, wo ihre Popularität stetig gewachsen ist. Jedoch wurde es dann ruhig um „Guardian“. Erst 2004 trafen sich die vier Bandmitglieder wieder, um über eine Reunion nachzudenken. Sie wurden sich einig und verkündeten ihr Comeback. 2005 gab es einige Auftritte. Die Arbeiten an einem neuen Album begannen. Die Suche nach einem zufriedenstellenden Plattenvertrag blieb jedoch bislang erfolglos. Im Frühjahr 2009 wuchs die Band um ein weiteres Mitglied, den Gitarristen Jamey Perrenot, und nahm in dessen Haus 4 Guardian-Klassiker neu auf. Diese wurden auf der House of Guardian EP in digitaler Form veröffentlicht. Als Vorgeschmack auf das kommende Album wurde eine weitere EP mit dem Titel Three to Get Ready im Jahr 2011 publiziert. Um das nötige Geld für die Produktion des neuen Albums zu generieren, wurde 2012 mittels der kickstarter-Plattform eine Spendenaktion begonnen, an denen sich vor allem Fans aus den USA und Europa beteiligten. Im Juli 2014 erschien schließlich nach 17 Jahren das neue Studioalbum mit dem Titel Almost Home.

## Diskografie

### Offizielle Alben
- First Watch (1989, Enigma/Capitol)
- Fire And Love (1990, Pakaderm/Word, Epic)
- Miracle Mile (1993, Pakaderm/Word, Epic)
- Swing Swang Swung (1994, Myrrh/Word)
- Buzz (1995, Myrrh/Word)
- Bottle Rocket (1997, Myrrh/Word)
- Smashes: The Best Of Guardian (1999, Myrrh/Word)
- Guardian Live! (2000, ForeFront Records)
- Almost Home (2014, G-Man Records)

### Spanische Alben
- Nunca Te Diré Adiós (1995, Myrrh/Word)
- Promesa (1997, Myrrh/Word)
- Dime (2002, G-Man Records)

### Independent und andere CDs
- Kingdom Of Rock (1996, G-Man Records)
- Delicious Bite-Size Meat Pies (Live) (1996, G-Man Records)
- The Yellow And Black Attack Is Back! (1998, G-Man Records)
- Sunday Best (1999, G-Man Records)
- Live At Cornerstone 2001 (2001, M8 Records)
- Voyager & Fusion: The Early Years (2001, M8 Records)
- House of Guardian: Volume One EP (2009, G-Man Records)
- Three to Get Ready EP (2011, G-Man Records)